# Cluster17
Cluster17 est un institut de sondages français implantée en France, en Italie, en Espagne et en Belgique, fondé en novembre 2021 par Jean-Yves Dormagen, professeur de sciences politiques à l’université de Montpellier.
Cette société de sondage se distingue par sa méthodologie qui consiste à segmenter la population française en « clusters ».

## Histoire
Le 9 novembre 2021, l'institut est lancé, via un site web définissant les 16 groupes d'opinion de la population française, et un test permettant de trouver son cluster.
En janvier 2022, dans le cadre des élections présidentielles françaises, l'hebdomadaire Marianne devient le partenaire exclusif de Cluster17.
Depuis 2024, Cluster17 est le partenaire de l'hebdomadaire Le Point. L'institut réalise des baromètres ainsi que des sondages d'intentions de vote pour ce magazine,.

## Méthodologie
Cluster17 propose de regrouper la population française en seize groupes d'opinion, appelés « clusters ». Ces groupes sont basés sur les opinions de la population sur des sujets clivants, et ne tiennent pas compte du clivage traditionnel entre la gauche et la droite. L'appartenance à un cluster se base sur trois thèmes : l'identité ou la culture, la radicalité ou la stabilité et l'économie et le social. Il est possible de connaître son appartenance à un cluster en répondant à un test de 30 questions, portant sur des propositions clivantes de mouvements politiques français.
À ses débuts, l'institut n'utilisait pas de panels en ligne et avait recours à l'envoi massif de courriels à des adresses électroniques achetées à des courtiers en données afin de sonder la population. Depuis 2023, l’institut réalise ses sondages depuis son panel propriétaire.

## Controverses
Lors des élections présidentielles de 2022, la Commission des sondages a exprimé des doutes sur la qualité des sondages de Cluster17, en raison de la représentativité des échantillons utilisés. Ces échantillons provenant d’adresses électroniques achetées à des courtiers en données, sans garantie sur l’origine ou la qualification des répondants. La Commission a également relevé l’absence de procédures de contrôle pour identifier et corriger les biais dans les réponses obtenues.
La Commission des sondages a également critiqué Cluster17 pour ne pas avoir indiqué les marges d’erreur dans certaines de ses publications, en violation de la loi organique n°2021-335 du 29 mars 2021. Elle a mis en garde les lecteurs sur la fiabilité limitée des sous-échantillons utilisés pour les clusters, dont la taille peut être inférieure à 50 personnes.
En réaction, le magazine Marianne, partenaire de l'institut, s'est défendu en affirmant que chaque sondage est accompagné d’une notice méthodologique détaillée et accessible librement.
Considérant que la mise au point ne reposait sur aucune preuve ni aucun élément factuel, Cluster17 a attaqué la décision de la commission des sondages pour abus de pouvoir devant le Conseil d'État. Le rapporteur public du Conseil d’État a, lors de l'audience du 25 novembre 2022, soutenu la société de sondages contre l'autorité de régulation. Le Conseil d'Etat rejette la requête de Cluster 17 
Jean-Yves Dormagen conteste les arguments de la Commission en considérant qu’ils ne reposent sur aucun « élément factuel » et demande que Cluster17 soit jugé sur ses résultats.
Depuis 2022, Cluster17 a réalisé des estimations satisfaisantes malgré les critiques initiales. Le site spécialisé Datapolitics l’a classé deuxième meilleur institut pour l'élection présidentielle de 2022.